# 디이엔티
디이엔티(DE&T Co. Ltd.)는 대한민국의 레이저 배터리 장비 기업이다. 본사는 경기도 오산시 가장산업서북로 40-56에 위치해 있으며 대표이사는 배성민이다.

## 참고 문헌
1. ↑  레이저 배터리 장비 '디이엔티', 올해 최대 실적 낸다, 뉴스핌, 2023년 6월 18일
2. ↑  디이엔티, 최대주주 빠진 유상증자…흥행할까, 딜사이트, 2023.06.23
3. ↑  배터리 장비 사업 다각화 나선 디이엔티, 디일렉, 2024.01.01